# Ngop

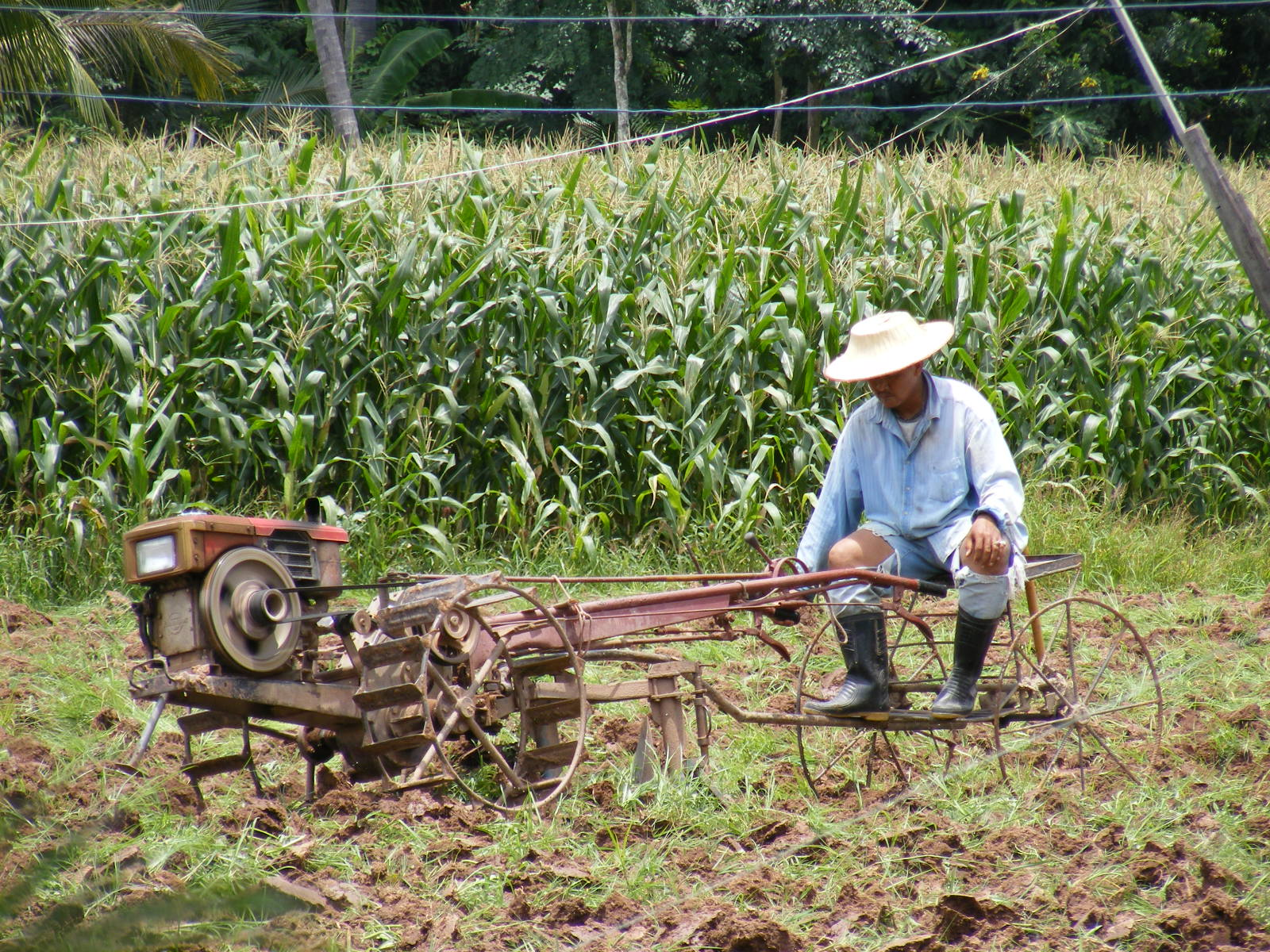
Thailändischer Bauer mit Ngop bei der Arbeit

Der Ngop (Thai: งอบ) ist ein traditioneller Hut, der von Bauern und Feldarbeitern in ganz Thailand getragen wird.
Der Ngop besteht aus Stroh und hat eine breite und abgeflachte Form. Die Krempe ist ebenfalls breit, um Gesicht und Hals vor der Sonnenstrahlung zu schützen. Er wird sowohl von Frauen als auch von Männern getragen, meist zusammen mit dem Mo Hom, einem Bauernkittel von blauer Farbe. 

Ngops werden zum Beispiel in der Provinz Ayutthaya produziert, wo er ein prämiertes OTOP-Produkt (One Tambon One Product) darstellt.